# Pallvändare
Pallvändare är en maskin som främst används inom den grafiska branschen och som underlättar materialhanteringen och gör arbetsmiljön mer ergonomisk. Pallvändare finns i flera storlekar och i olika grader av automation. Pallvändare har flera andra benämningar såsom pallbytare, pallväxlare, stapelvändare, materialvändare, lastvändare, pallskiftare etcetera. Pallvändare är vanligt förekommande i den grafiska branschen men blir allt vanligare för annan typ av materialhantering såsom inom livsmedelsindustrin (pallbytare) och plåtindustrin (plåtvändare). Pallvändare finns både med och utan luft och vibration.
En pallvändare utan luft och skak används för all möjlig materialhantering - främst för att vända pallar med gods upp och ner men även för att byta pallar.
Inom den grafiska branschen förekommer främst pallvändare med luft och vibration och användningsområdena är:
- Vända staplar med ark upp och ner så att man kan trycka på andra sidan.
- Lufta arken så att arken separeras istället för att klibba ihop vilket annars medför stopp i tryckpressen eller andra påföljande maskiner (precis samma problem som kan uppstå i en kontorskrivare)
- Torka trycket snabbare för att snabba på tryckprocessen.
- Luften gör också att dammrester försvinner mellan arken vilket annars påverkar tryckkvaliteten
- Vibrationen i pallvändaren gör att arken skakas rätt och blir jämna i kanterna vilket krävs för att inmatningen i påföljande maskiner skall få en problemfri inmatning.

Inom den grafiska branschen används pallvändare för hantering av olika sorters papper, kartong och wellpapp, både före och efter tryck.
En pallvändare ökar effektiviteten i produktionen då en pallvändare kan spara upp mot 95% tiden det annars tar att lasta om material från en pall till en annan. De snabbaste pallvändarena klarar av att vända en pall upp och ner på ca 30 sekunder. Förutom effektiviteten medför en pallvändare även att det blir mindre belastningsskador hos personalen vilket förbättrar arbetsmiljön och ger en bättre hälsa hos personalen.
Inom teorin för Lean Production är det viktigt att man minimerar den icke värdeskapande tiden i sin produktion. En pallvändare vore - om man tillämpar Lean Production - ett effektivt verktyg för att minska den icke värdeskapande tiden eftersom en vändningsprocess sällan medför en värdeförhöjning för företag.